# Schizocosa duplex
Schizocosa duplex este o specie de păianjeni din genul Schizocosa, familia Lycosidae, descrisă de Chamberlin în anul 1925. Conform Catalogue of Life specia Schizocosa duplex nu are subspecii cunoscute.